# Gmina Kumla
Gmina Kumla (szw. Kumla kommun) – gmina w Szwecji, w regionie Örebro, z siedzibą w Kumla.
Pod względem zaludnienia Kumla jest 123. gminą w Szwecji. Zamieszkuje ją 19 383 osób, z czego 50,42% to kobiety (9772) i 49,58% to mężczyźni (9611). W gminie zameldowanych jest 639 cudzoziemców. Na każdy kilometr kwadratowy przypada 94,39 mieszkańca. Pod względem wielkości gmina zajmuje 247. miejsce.